# Albrecht von Johansdorf

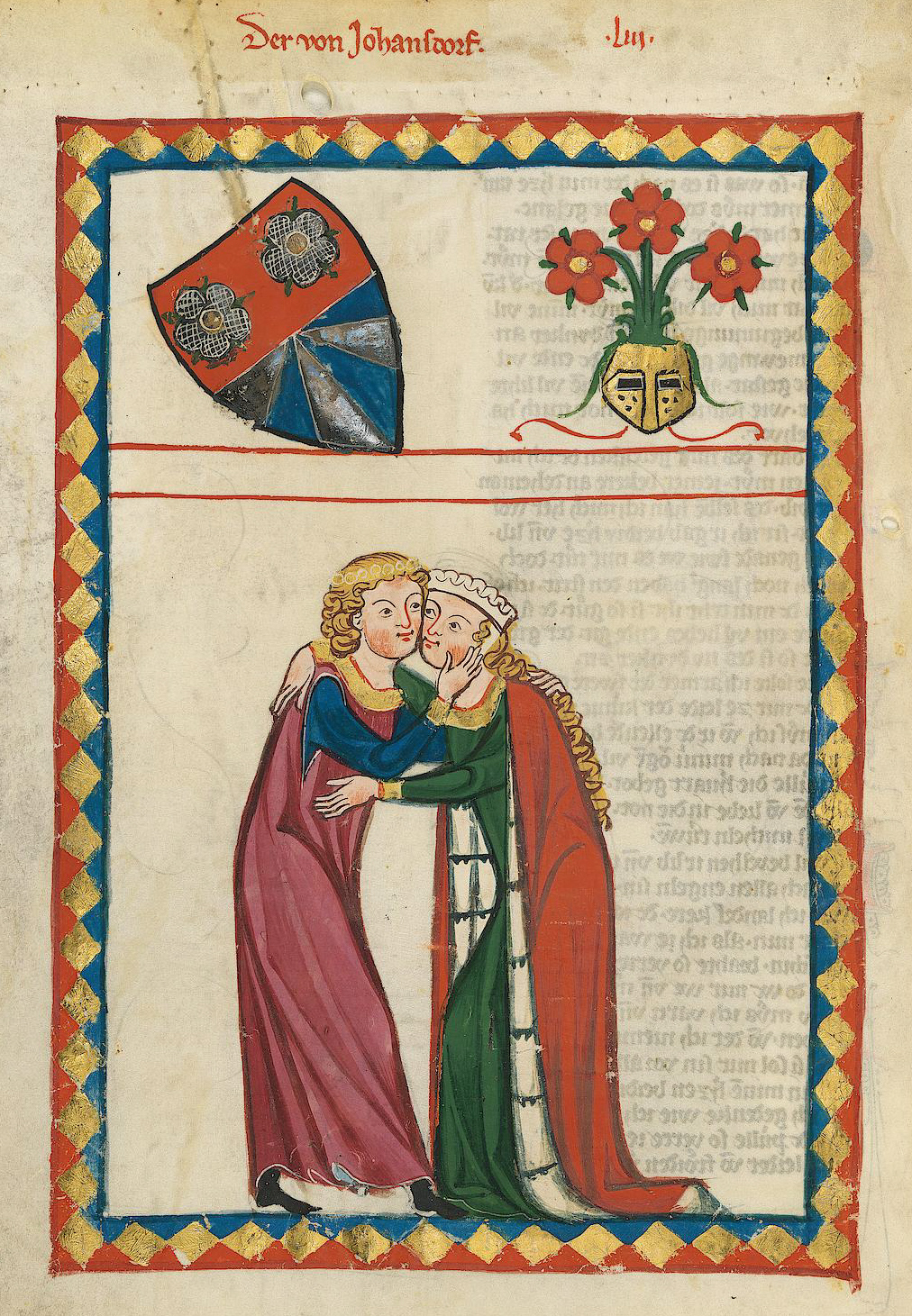
Der von Johansdorf im Codex Manesse

Albrecht von Johansdorf (auch Albertus de Janestorf, Albert von Jahenstorf oder Der von Johansdorf, * vor 1180; † nach 1209) war ein Minnesänger. Er ist vor allem für seine Kreuzzugslyrik bekannt.

## Leben
In den Jahren 1172 bis 1255 findet man den Namen Johansdorf in verschiedenen Schreibweisen insgesamt dreizehnmal in Dokumenten. Drei Generationen des ritterlichen Geschlechts von Johansdorf (auch Jahenstorf) mit dem Erbnamen Albertus sind nachweisbar. Zweimal (1172 und 1188) erscheinen Familienmitglieder unter den Ministerialen des Bistums Bamberg, mehrmals werden sie als Ministeriale des Bistums Passau genannt. Der Minnesänger ist vermutlich der filio suo Adalberto, der erstmals 1180 zusammen mit seinem Vater erwähnt wird.
Er erscheint in Urkunden mehrfach als Ministeriale der Bischöfe Hermann und Otto von Bamberg, Wolfger von Erla und Manegold von Berg. Wolfger förderte neben Albrecht auch Walther von der Vogelweide. Aus Albrechts Liedern kann geschlossen werden, dass er wahrscheinlich am dritten Kreuzzug teilgenommen hat; ob er im Jahr 1197 mit Bischof Wolfger ins Heilige Land zog oder sich im Sommer 1190 der Armee von Herzog Leopold von Österreich anschloss, ist ungewiss.
Seine Spur verliert sich nach einer letzten urkundlichen Erwähnung im Jahre 1209. Mitte des 13. Jahrhunderts wird Albrecht in einer dem Minnesänger Reinmar von Brennenberg zugeschriebenen Strophe als tot beklagt.
Der im Beinamen des Minnesängers genannte Ort ist bis heute nicht eindeutig identifiziert (vielleicht Jahrstorf bei Landau an der Isar).

## Werk

### Lieder
In seiner Minnedichtung spielt der Kreuzzug eine wichtige Rolle, fünf seiner dreizehn überlieferten Gedichte sind Kreuzzugslieder. Mit Albrecht erreicht diese Gattung der Minnelyrik, zu der u. a. Friedrich von Hausen, Heinrich von Rugge und Hartmann von Aue beigetragen haben, ihren künstlerischen Höhepunkt. Er gilt als Bayerns erster bedeutender Liederdichter seit dem Beginn des hohen Minnesangs.
Das zentrale Problem in den Kreuzzugsliedern Albrechts von Johansdorf ist die Frage nach der Vereinbarkeit von Gottesdienst und Minnedienst während des Kreuzzuges. Der Liebende gerät in einen inneren Konflikt. Seine Lösung: Für Albrecht von Johansdorf ist die Teilnahme am Kreuzzug Gottesdienst und gleichrangig mit der Liebe zu einer Frau, dem Minnedienst; Gottesminne und Frauenminne ergänzen so einander. Im Bewusstsein gegenseitiger Liebe zwischen ihm und der Dame, die als Partnerin dargestellt wird, versteht er seine Teilnahme am Kreuzzug als Dienst an seiner Herrin, da er den göttlichen Lohn, den er durch die Teilnahme am Kreuzzug erwirbt, mit ihr teilt.
In der Häufigkeit, in der die Dame in Albrechts Liedern das Wort nimmt und ihre Gefühle ausspricht, spiegelt sich das Vorbild der donauländischen Liebeslyrik (Der Kürenberger, Dietmar von Aist), worauf auch Wortwahl (vriunt, wip, herzeliep, gevriunden u. a.), Versbau (lange Zeilen in langzeilenhafter Gliederung) und Gattungen (Wechsel, Frauenstrophe) hindeuten.
Dreizehn Lieder mit insgesamt 42 Strophen werden Albrecht von Johansdorf zugeschrieben, darunter fünf Kreuzzugslieder; sie sind im Codex Manesse (Folio 179v-181r) überliefert.

### Liedbeispiel
Wie sich minne hebt daz weiz ich wol
Wie sich minne hebt daz weiz ich wol;
wie si ende nimt des weiz ich niht.
ist daz ich es inne werden sol
wie dem heræen herzeliep geschiht,
sô bewar mich vor dem scheiden got,
daz wæn bitter ist.
disen kumber fürhte ich âne spot.
Swâ zwei herzeliep gefriundent sich
unde ir beider mmne em triuwe wirt,
die sol niemen scheiden, dunket mich,
al die wîle unz si der tôt verbirt.
wær diu rede mîn, ich tæte alsô:
verlüre ich mînen friunt,
seht, sô wurde ich niemer mêre frô.
Der ich diene und iemer dienen wil,
diu sol mîne rede vil wol verstân.
spræche ich mêre, des wurd alze vil.
ich wil ez allez an ir güete lân.
ir genâden der bedarf ich wol.
und wil si, ich bin vrô;
und wil si, so ist mîn herze leides vol.
Wie Liebe beginnt, das weiß ich gut; wie sie endet, weiß ich nicht. Sollte ich erfahren, wie dem Herzen Herzensliebe zuteil wird, so bewahre mich Gott vor dem Scheiden, das gewiss sehr bitter ist. Diesen Kummer fürchte ich sehr. // Wenn zwei einander von Herzen lieb haben und ihrer beider Liebe Treue wird, soll keiner sie scheiden, bis es der Tod tut. Beträfe es mich, erginge es mir so: Wenn ich meine Geliebte verlöre, sehet, würde ich nie mehr froh werden. /// Der ich diene und immer dienen werde, die wird gut verstehen, was ich meine. Sagte ich mehr, wäre es allzu viel. Über all das soll ihre Güte entscheiden. Ihre Zuneigung brauche ich sehr. Und will sie, so bin ich froh und zugleich ist mein Herz voll Leid.

## Werke
- Der al der werlde fröide gît
- Die hinnen varn, die sagen durch got
- Diu Saelde hât gekroenet mich
- Got weiz wol, ich vergaz ir niet
- Guote liute, holt die gâbe
- Ich und ein wîp
- Ich vant si âne huote
- Ich was ledic vor allen wîben
- Ich wil gesehen, die ich von kinde
- Mich mac der tôt von ir minnen wol scheiden
- Mîn êrste liebe der ich ie began
- Nun ist niht mêre mîn gedinge
- Sáehe ích iemen, der jaehe, er waere von ir komen
- Swaz ich nû gesinge
- Wie sich minne hebt daz weiz ich wol
- Wîze, rôte rôsen, blâwe bluomen, grüene gras